# Палочка (кириллица)
Ӏ, ӏ (па́лочка) — буква расширенной кириллицы, используемая в алфавитах ряда кавказских языков, таких как абазинский, аварский, агульский, адыгейский, даргинский, ингушский, кабардинский, лакский, лезгинский, рутульский, табасаранский, цахурский и чеченский.

## История
Данная буква была введена в процессе кириллизации алфавитов северокавказских языков в конце 1930-х годов.

## Начертание
Исторически начертание буквы соответствовало цифре 1 в русском шрифте пишущей машинки, где этот символ больше напоминал римскую цифру I. Поэтому для неё не различались заглавная и строчная форма. Однако сейчас в стандарте Юникод они созданы, причём могут выглядеть достаточно непохоже друг на друга и на традиционную палочку.
Поскольку на компьютерах бывают проблемы с вводом и отображением «палочки», её продолжают заменять латинскими буквами I, l или даже цифрой 1.

## Произношение
В нахских языках «палочка» используется
- для передачи звонкого фарингального фрикатива (аналог араб. «айн»):
  - Ӏа̇ьхар [ʕæːχʌr] / Ӏа̇хар [ʕʌːχʌr] ягнёнок;
  - Ӏиндаргӏ [ʕındʌrɣ] / Ӏиндогӏ [ʕındɔɣ] тень;
- для передачи абруптивных согласных в составе диграфов:
  - Тӏоа̇р [tʼɔʌːr] / Тӏа̇р [tʼʌːr] ладонь;
  - Кӏомсар [kʼɔmsʌr] / Кӏомцар [kʼɔmʦʌr] клык;
- а также для фарингализированных эмфатических согласных в составе диграфов и триграфов:
  - Бӏа̇р [bˤʌːr] орех;
  - Дӏовш [dˤowʃ] яд;
  - Дзӏє̇й [ʣˤɛːj] цепь;
  - Джӏов [ʤˤow] молоток.

В аварском и рутульском языках «палочка» используется в диграфах (тӏ, кӏ и т. д.), где служит признаком модификации произношения предыдущей согласной (чаще абруптивности, иногда увулярности, иногда других вариантов произношения), например, авар. кӏалъазе [kʼaˈɬaze] «говорить», рут. кӏар «скалка». Такие диграфы обычно считаются отдельной «буквой», и, соответственно, в словарях отдельно даются слова, скажем, на К и на Кӏ.
В некоторых кавказских языках «палочка» (обычно в первой позиции или после гласной) может обозначать отдельный звук. Например, в кабардинском алфавите она соответствует гортанной смычке: кабард.-черк. елъэӏуащ [jaɬaˈʔʷaːɕ] «он спросил её».

## Юникод
В Юникоде код «палочки» — U+04C0. В HTML «палочку» можно обозначать как &#1216; или &#x4C0; — заглавную, и &#1231; или &#x04CF; — строчную.
| Графема | Десятичный код | Шестнадцатеричный |
| ------- | -------------- | ----------------- |
| Ӏ       | 1216           | 04C0              |
| ӏ       | 1231           | 04CF              |